# Olenecamptus malayensis
Olenecamptus malayensis is een keversoort uit de familie van de boktorren (Cerambycidae). De wetenschappelijke naam van de soort werd voor het eerst geldig gepubliceerd in 1948 door Dillon & Dillon.